# Philodicus femoralis
Philodicus femoralis là một loài ruồi trong họ Asilidae. Philodicus femoralis được Ricardo miêu tả năm 1921. Loài này phân bố ở miền Ấn Độ - Mã Lai.